# Ершов, Василий Еремеевич
Васи́лий Ереме́евич Ершо́в (укр. Василь Єремейович Єршов, 15 августа 1949, Саки, Крымская область — 6 ноября 2000, Запорожье) — советский легкоатлет, выступавший в метании копья. Участник летних Олимпийских игр 1976 года.

## Биография
Василий Ершов родился 15 августа 1949 года в городе Саки Крымской области.
В 1970 году окончил Крымский педагогический институт в Симферополе.
Выступал в легкоатлетических соревнованиях за «Авангард» из Запорожья. Тренировался под началом Ф. Тараканова и Сергея Шурхала.
В 1975 году завоевал серебряную медаль в метании копья на летней Спартакиаде народов СССР, в рамках которой разыгрывался чемпионат страны. В 1976 и 1977 годах дважды стал серебряным призёром чемпионата, в 1980 году завоевал золото. Кроме того, на зимних чемпионатах СССР в 1981 году выиграл золото, в 1982 и 1983 годах — две бронзы.
В 1976 году вошёл в состав сборной СССР на летних Олимпийских играх в Монреале. В квалификации метания копья показал 5-й результат — 85,68 метра. В финале занял 6-е место, метнув на 85,26 и уступив 9,32 метра победителю Миклошу Немету из Венгрии.
В 1977 году завоевал золотую медаль летней Универсиады в Софии в метании копья.
Мастер спорта международного класса (1975).
28 апреля 1979 года был дисквалифицирован ИААФ на 18 месяцев за употребление анаболических стероидов, обнаруженных в его допинг-пробе, взятой по окончании чемпионата СССР 1978 года.
С 1971 года работал тренером в запорожском «Авангарде».
Умер 6 ноября 2000 года в украинском городе Запорожье.

## Личный рекорд
- Метание копья — 89,02 (1983)[2]

## Память
С 2009 года в Саках ежегодно проводится открытый легкоатлетический турнир памяти Василия Ершова.